# Léman (département)
Pour les articles homonymes, voir Léman (homonymie).
 (avril 2016).
1798–1813
Entités précédentes :
- Royaume de Sardaigne
- République de Genève
- Empire français (départements de l'Ain et du Mont-Blanc)

Entités suivantes :
- Royaume de Sardaigne
- République de Genève
- Royaume de France (Département de l'Ain)

Le département du Léman est un ancien département français comprenant notamment des parties de l'actuel canton de Genève et des actuels départements de l'Ain et de la Haute-Savoie. Il a existé entre 1798 et 1813. Son chef-lieu était Genève, et son numéro 99 dans la liste des 130 départements français de 1811

## Histoire

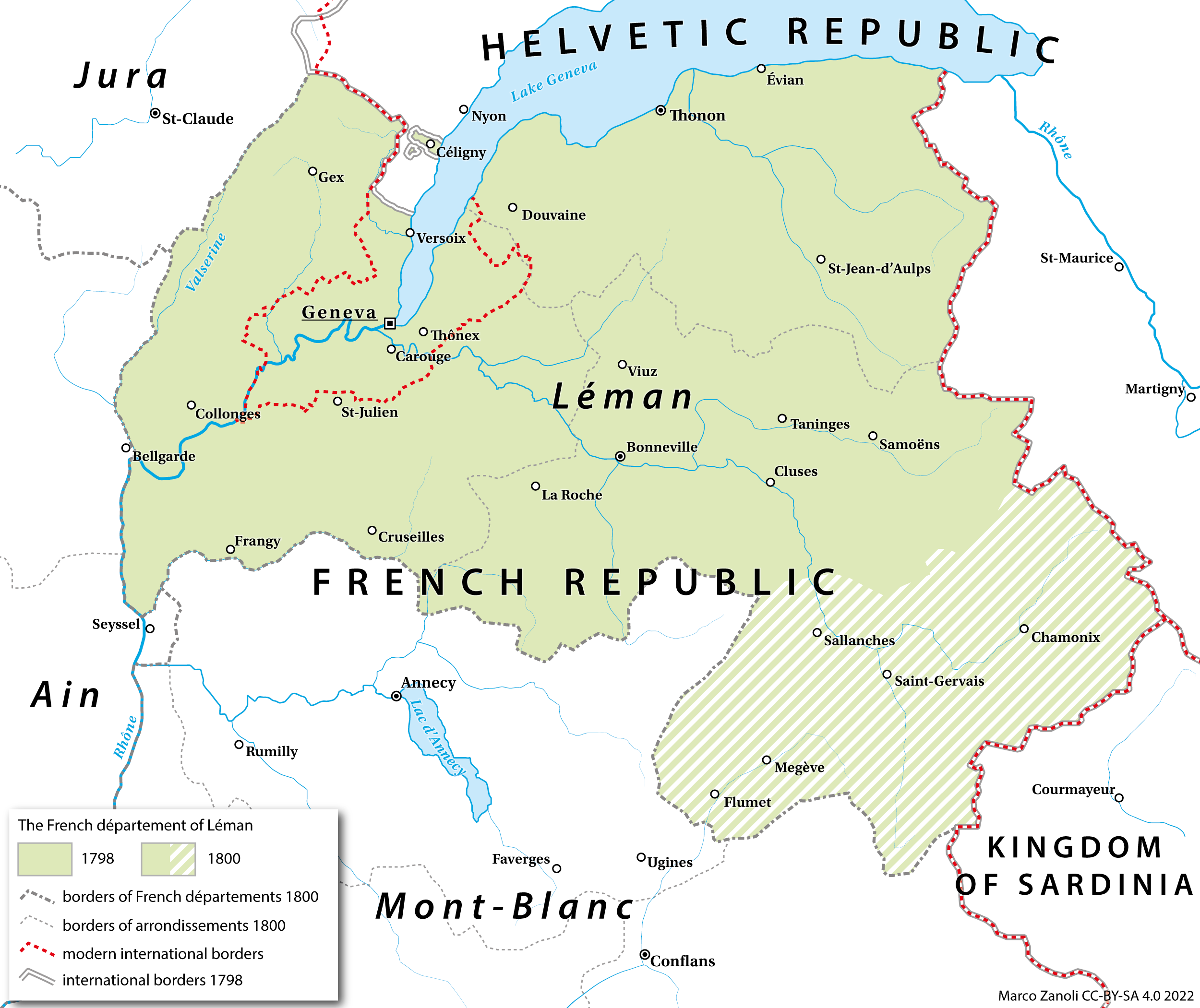
Carte du département de Léman.

Le département est créé par la loi du 8 fructidor de l'an VI (25 août 1798).
Le département réunit la république de Genève, annexée par la France, le pays de Gex, détaché du département de l'Ain, ainsi que la partie nord du département du Mont-Blanc, soit les cantons suivants : Gex, Ferney-Voltaire, Thoiry, Collonges, Arbusigny, La Roche-sur-Foron, Thorens, Viuz-en-Sallaz, Bonneville, Cluses, Taninges, Samoëns, Carouge, Viry, Chaumont, Frangy, Cruseilles, Annemasse, Bonne, Reignier, Thonon, Évian, Le Biot, Notre-Dame d'Abondance, Lullin, Bons, Douvaine, lesquels sont respectivement détachés des départements de l'Ain et du Mont-Blanc.
Le 28 pluviôse an VIII (17 février 1800), le massif du Mont-Blanc passe au département du Léman mais le département du Mont-Blanc garde son nom faute d'une solution satisfaisante. Sont ainsi transférés : les cantons de Chamonix, de Saint-Gervais (aujourd'hui Saint-Gervais-les-Bains), de Megève, de Flumet et de Sallanches.
En 1800, le département est divisé en trois arrondissements, celui de Genève en étant la préfecture et ceux de Bonneville et Thonon les sous-préfectures.
Fin 1813, Genève reprend son indépendance pour rejoindre la Suisse le 19 mai 1815 en tant que république et canton de Genève. Le nouveau département du Mont-Blanc ne comprend plus que la partie occidentale du duché de Savoie (avec Chambéry et Annecy).
Après les Cent-Jours, le duché de Savoie est récupéré par le royaume de Sardaigne (sauf les parties distraites au profit de Genève). Le Pays de Gex revient à l'Ain sauf six communes annexées par Genève.

## Genève annexée dans le département du Léman
À Genève, l'annexion est bénéfique pour l'économie de marché, mais moins pour les activités d'exportation, horlogerie, indiennerie (production d'étoffes en coton peintes ou imprimées) et banque, notamment en raison du blocus continental napoléonien contre le Royaume-Uni. 
À la suite de cette annexion, les Genevois bénéficient du statut de « Français nés ». Tout ne marche pas bien dans la Genève annexée ; l’oppression se fait de plus en plus forte et les Genevois regrettent l’indépendance perdue de la République.

## Liste des préfets du Léman

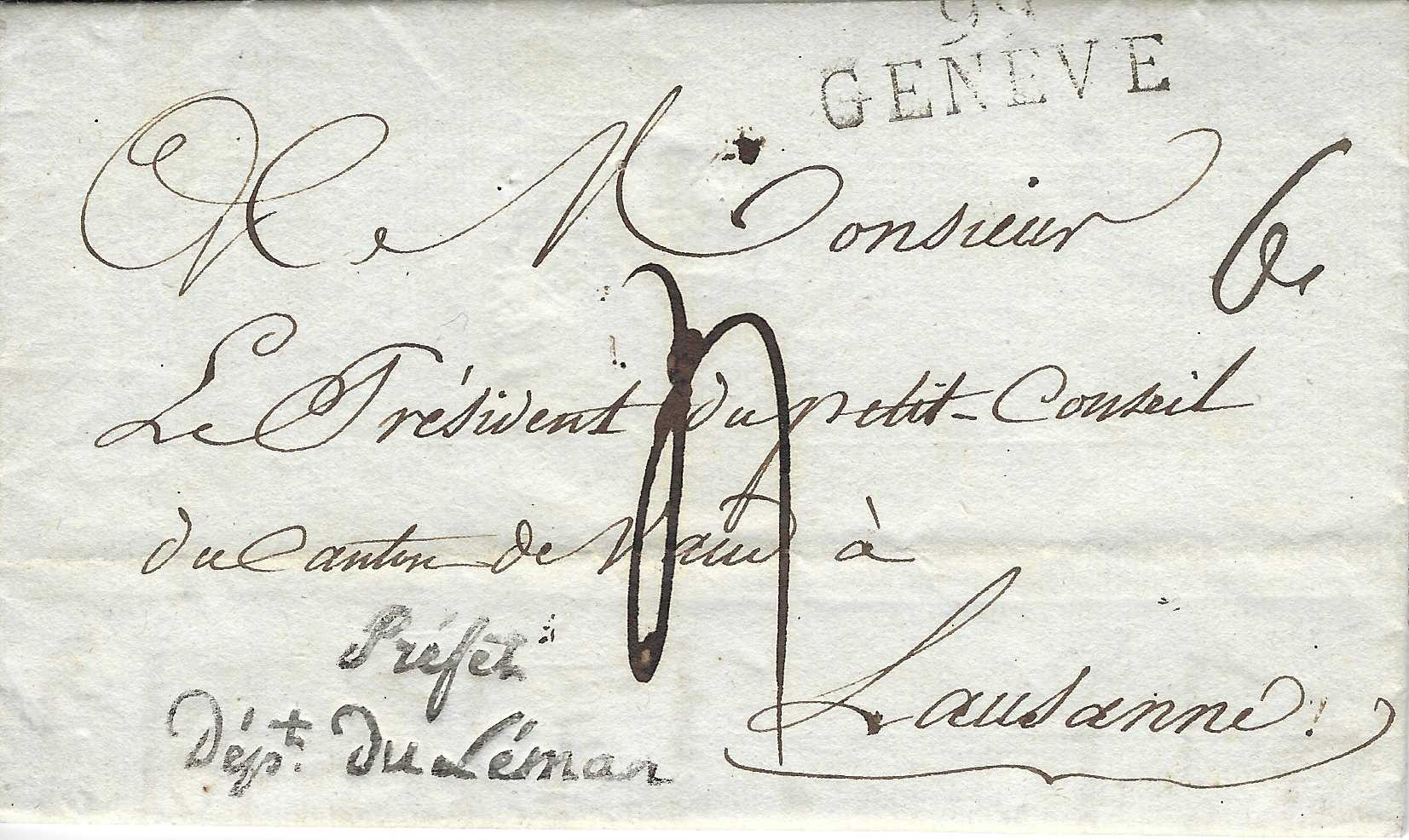
Lettre du 23 mai 1810 avec cachet de franchise du préfet du département du Léman

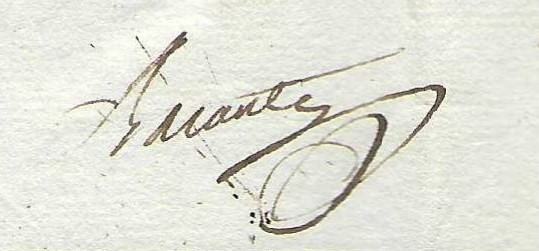
signature du préfet Barante sur lettre du 23 mai 1810

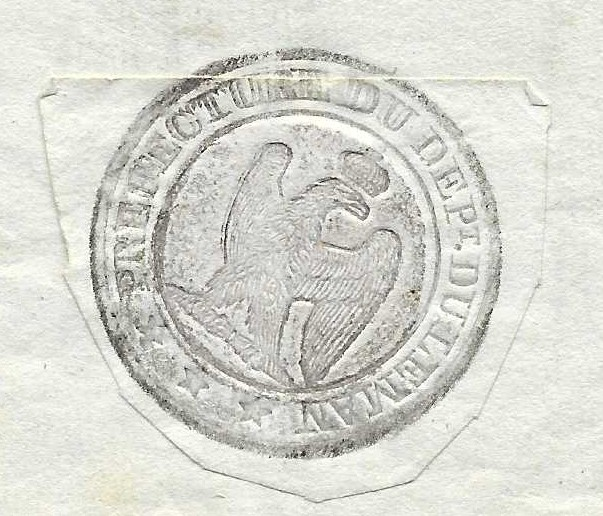
cachet du préfet du département du Léman au verso d'une lettre du 23 mai 1810

| Période          | Période  | Identité                                 | Fonction précédente | Observation |
| ---------------- | -------- | ---------------------------------------- | --- | --- |
| 1798             | 1799     | Nicolas Félix Desportes                  | 1er maire de la commune de Montmartre (1790) Ministre plénipotentiaire près le duc des Deux-Ponts, puis à Genève, à Cassel | Commissaire du gouvernement du Directoire Préfet du Haut-Rhin (1802-1813) Représentant à la Chambre des Cent-Jours                           |
| 1799             | 1800     | François-Jérôme Philippe                 | Chef de division au ministère de la Guerre                                                                                 | Commissaire du gouvernement du Directoire Membre du Conseil des Anciens (Léman) Commissaire du gouvernement consulaire au tribunal de Thonon |
| 2 mars 1800      | 1802     | Ange Marie d'Eymar                       | Député aux États généraux de 1789 Député à l’Assemblée constituante (1789-1791)                                            | Mort en fonction, 11 janvier 1803 |
| 10 décembre 1802 | 1810     | Claude-Ignace Brugière, baron de Barante | 1er Préfet de l'Aude | Retraite 5 janvier 1811 |
| 30 novembre 1810 | fin 1813 | Guillaume Capelle                        | Préfet de la Méditerranée (1810)                                                                                           | Préfet de l'Ain (première Restauration) |

## Liste des députés
Députés nommés par le Sénat entre les 9 et 10 août 1810 jusqu'au 31 décembre 1814 :
- Jean Marc Jules Pictet-Diodati, pour le district de Genève
- François Plagnat, pour le district de Thonon